# Country Grammar (Hot Shit)
«Country Grammar (Hot Shit)» es el primer sencillo del rapero estadounidense Nelly. La canción fue escrita por Nelly y Jason “Jay E” Epperson, quien también produjo la canción. Fue publicada el 29 de febrero de 2000 como el sencillo principal del álbum debut de Nelly, Country Grammar.

## Video musical
El videoclip muestra a Nelly rapeando frente a varios puntos de referencia clave en St. Louis, como el Arco Gateway y Lafayette Square. El video presenta a miembros de St. Lunatics y al rapero Chingy.

## Galardones
| Año  | Premio         | Categoría                        | Resultado | Ref.  |
| ---- | -------------- | -------------------------------- | --------- | ----- |
| 2000 | Premios Grammy | Mejor interpretación rap solista | Nominado  | [ 3 ] |

## Lista de canciones
| US CD single |                                           |          |  |
| N.º          | Título                                    | Duración |  |
| 1.           | «(Hot S**t) Country Grammar» (clean edit) | 4:15     |  |
| 2.           | «(Hot S**t) Country Grammar» (dirty edit) | 4:15     |  |
| 3.           | «Greed Hate Envy»                         | 0:30     |  |
| 4.           | «E.I.»                                    | 0:30     |  |
| 5.           | «Ride wit Me»                             | 0:30     |  |

| UK CD single |                                           |          |  |
| N.º          | Título                                    | Duración |  |
| 1.           | «Country Grammar» (superclean radio edit) | 3:52     |  |
| 2.           | «Luven Me»                                | 4:07     |  |
| 3.           | «Country Grammar» (instrumental)          | 4:48     |  |
| 4.           | «Country Grammar» (video)                 |          |  |

## Legado
El cantante estadounidense Michael Jackson llamó personalmente a Nelly para expresarle su amor por la canción. Darren Jamison de Singersroom colocó «Country Grammar (Hot Shit)» en la posición #10 en su lista de “las 100 mejores canciones de 2000”, y describió la canción como “una pista divertida y enérgica que ejemplifica el estilo único y la contribución de Nelly al género hip-hop”.

## Posicionamiento

### Gráfica semanal
| Gráfica (2000–01)                                | Pico de posición |
| ------------------------------------------------ | ---------------- |
| Alemania (Official German Charts)                | 20               |
| Australia (ARIA Top 100 Singles)                 | 20               |
| Australia (ARIA Top 40 Urban Singles)            | 8                |
| Austria (Ö3 Austria Top 40)                      | 61               |
| Canadá (RPM Top Singles)                         | 10               |
| Escocia (Scottish Singles Chart)                 | 20               |
| Estados Unidos (Billboard Hot 100)               | 7                |
| Estados Unidos (Billboard Hot R&B/Hip-Hop Songs) | 5                |
| Estados Unidos (Billboard Hot Rap Songs)         | 1                |
| Estados Unidos (Billboard Pop Airplay)           | 9                |
| Estados Unidos (Billboard Rhythmic Airplay)      | 1                |
| Europa (European Hot 100 Singles)                | 34               |
| Irlanda (Irish Singles Chart)                    | 22               |
| Nueva Zelanda (Recorded Music NZ)                | 43               |
| Países Bajos (Nederlandse Top 40)                | 31               |
| Países Bajos (Single Top 100)                    | 20               |
| Reino Unido (UK Singles Chart)                   | 7                |
| Reino Unido (UK Dance Singles Chart)             | 8                |
| Reino Unido (UK Hip Hop and R&B Singles Chart)   | 1                |
| Suecia (Sverigetopplistan)                       | 56               |
| Suiza (Schweizer Hitparade)                      | 58               |

### Gráfica de fin de año
| Gráfica (2000)                                   | Pico de posición |
| ------------------------------------------------ | ---------------- |
| Estados Unidos (Billboard Hot 100)               | 29               |
| Estados Unidos (Billboard Hot R&B/Hip-Hop Songs) | 19               |
| Estados Unidos (Billboard Pop Airplay)           | 48               |

| Gráfica (2001)                   | Pico de posición |
| -------------------------------- | ---------------- |
| Australia (ARIA Top 100 Singles) | 77               |

## Certificaciones y ventas
| País                  | Certificación | Ventas  |
| --------------------- | ------------- | ------- |
| Australia (ARIA)      | Oro           | 35,000  |
| Estados Unidos (RIAA) | Oro           | 500,000 |